# Cameraria jacintoensis
Cameraria jacintoensis là một loài bướm đêm thuộc họ Gracillariidae. Nó được tìm thấy ở Hoa Kỳ (California).
Chiều dài cánh trước là 2.8-4.5 mm. Ấu trùng ăn Quercus californica, Quercus dumosa, Quercus dumosa var. turbinella, [[Quercus dumosa × turbinella californica và Quercus turbinella. Chúng ăn lá nơi chúng làm tổ.